# Ильин, Арлен Михайлович
Арле́н Миха́йлович Ильи́н (8 января 1932, Ленинград — 23 июня 2013, Москва) — советский и российский математик, доктор физико-математических наук, академик Российской академии наук (2000), лауреат Государственной премии РФ (2000).

## Биография
Арлен Михайлович Ильин родился 8 января 1932 года в Ленинграде (ныне Санкт-Петербург), в бурятско-еврейской семье. Отец — Михаил Александрович Ильин, родом из улуса Кондой Аларского аймака Иркутской губернии, был выпускником рабфака и Института красной профессуры, работал преподавателем политэкономии и главным редактором Сельхозгиза; автор учебника «Политическая экономия капитализма в вопросах и ответах» (совместно с М. А. Рабиновичем; М.: Политиздат, 1968, 1970 и 1973). Мать, Надежда Александровна, выпускница Царскосельской императорской гимназии, была художником-графиком по профессии.
Детство провёл в Улан-Удэ и Батуме, в годы Великой Отечественной войны — в эвакуации в Курганской области. С восьмого класса учился в 59-й московской школе, которую окончил в 1949 году с золотой медалью.
В 1954 году окончил механико-математический факультет МГУ по специальности «Математика», однокурсниками были В. В. Белецкий, А. А. Боровков, А. Г. Витушкин, А. А. Гончар, Е. А. Девянин, У. А. Джолдасбеков, А. П. Ершов, И. А. Кийко, В. Д. Клюшников, М. Л. Лидов, В. В. Лунёв, Р. А. Минлос, И. В. Новожилов, Н. А. Парусников, Г. С. Росляков, С. А. Шестериков.
С осени 1954 года — аспирант МГУ, преподаватель механико-математического факультета МГУ,  преподавал на заочном (а позднее вечернем) отделении факультета.
В мае 1957 года защитил кандидатскую диссертацию (научный руководитель — О. А. Олейник).
С января 1957 года по февраль 1963 года преподавал на кафедре дифференциальных уравнений МГУ.
С 1958 по 1960 год работал по совместительству в Институте теоретической и экспериментальной физики Академии наук СССР.
С 1963 года до 1974 года работал в Свердловске, в Свердловском отделении Математического института имени В. А. Стеклова (ныне — Институт математики и механики УрО РАН). Здесь Ильиным получены значимые научные результаты в различных областях математики и её приложений. В частности, результаты по расчетам сферических нагрузок, необходимые для анализа ядерных испытаний. Одновременно он ведёт активную преподавательскую работу на кафедре математического анализа Уральского государственного университета.
В 1970-е—1980-е годы работал в Уфе в Отделе физики и математики Башкирского филиала АН СССР, возглавляя сектор дифференциальных уравнений.
8 января 1988 года защитил докторскую диссертацию «Метод согласования асимптотических разложений для дифференциальных уравнений с частными производными».
В марте 1988 года вернулся в Свердловск. С осени 1988 года до осени 1994 работал профессором кафедры вычислительной математики и уравнений математической физики Уральского политехнического института, с 1990 года — ведущим научным сотрудником Института математики и механики УрО РАН.
В марте 1994 года Ильин избран членом-корреспондентом Российской академии наук, в апреле того же года стал заведующим отделом уравнений математической физики ИММ УрО РАН.
В мае 2000 года А. М. Ильин избран действительным членом Российской академии наук.
В 2000—2002 гг. Ильин сотрудничал с Бурятским государственным университетом; 2001—2002 гг. — директор Института математики и информатики БГУ.
С сентября 2002 года — профессор кафедры вычислительной математики Челябинского государственного университета.
C 1998 года преподавал в УрГУ.
Член редакции журналов «Журнала вычислительной математики и математической физики», «Успехи математических наук», «Уфимский математический журнал», «Asymptotic Analyses», серии «Математика. Механика. Физика» Вестника Челябинского государственного университета.
Арлен Михайлович Ильин умер в Москве 23 июня 2013 года. Похоронен на Хованском кладбище.

## Награды и премии
- Государственная премия Российской Федерации в области науки и техники, 2001 год, (в коллективе с М. В. Карасёвым и В. С. Буслаевым) за цикл работ «Асимптотические методы исследования уравнений математической физики».
- Премия имени И. Г. Петровского РАН, 1995 год, (совместно с О. А. Олейник) за цикл работ «Асимптотические методы в математической физике».

## Основные работы
- Пограничный слой // Итоги науки и техники. Современные проблемы математики. Фундаментальные исследования. М., 1988. Т. 34;
- Согласование асимптотических разложений решений краевых задач. — М.: Наука, 1989. — 336 с. — ISBN 5-02-013939-4.
- Ильин А. М., Данилин А. Р. Асимптотические методы в анализе. — М.: ФИЗМАТЛИТ, 2009. — 248 с. — ISBN 978-5-9221-1056-3.
- Уравнения математической физики. — М.:ФИЗМАТЛИТ, 2009. — 256 с. — ISBN 978-5-9221-1036-5.